# Labanda dentilinea
Labanda dentilinea är en fjärilsart som beskrevs av Walker 1863. Labanda dentilinea ingår i släktet Labanda och familjen trågspinnare. Inga underarter finns listade i Catalogue of Life.